# McLaren 750S
McLaren 720S – supersamochód klasy średniej produkowany pod brytyjską marką McLaren w latach 2017–2023 i jako McLaren 750S od 2023 roku.

## Historia i opis modelu

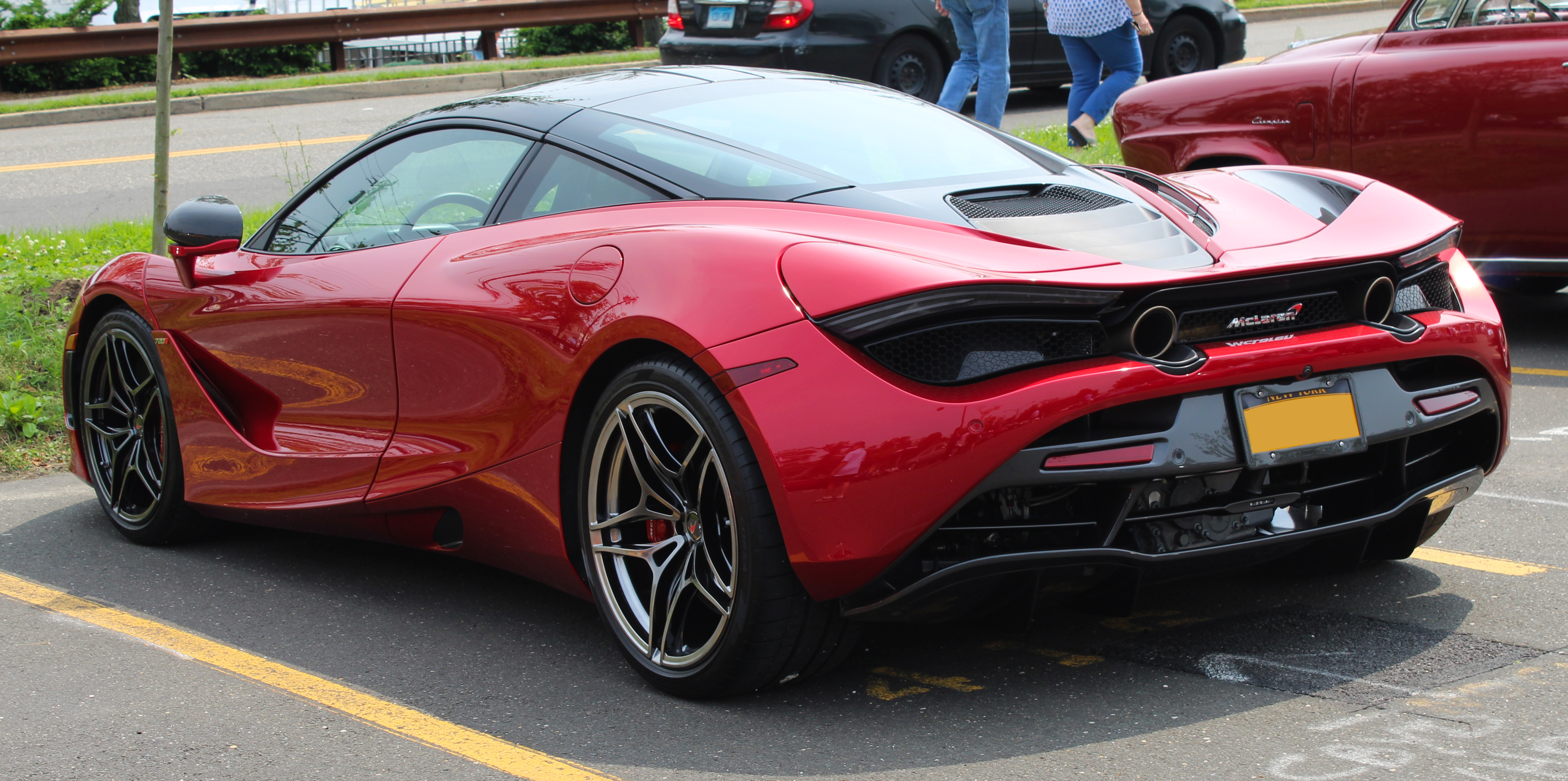
McLaren 720S – tył

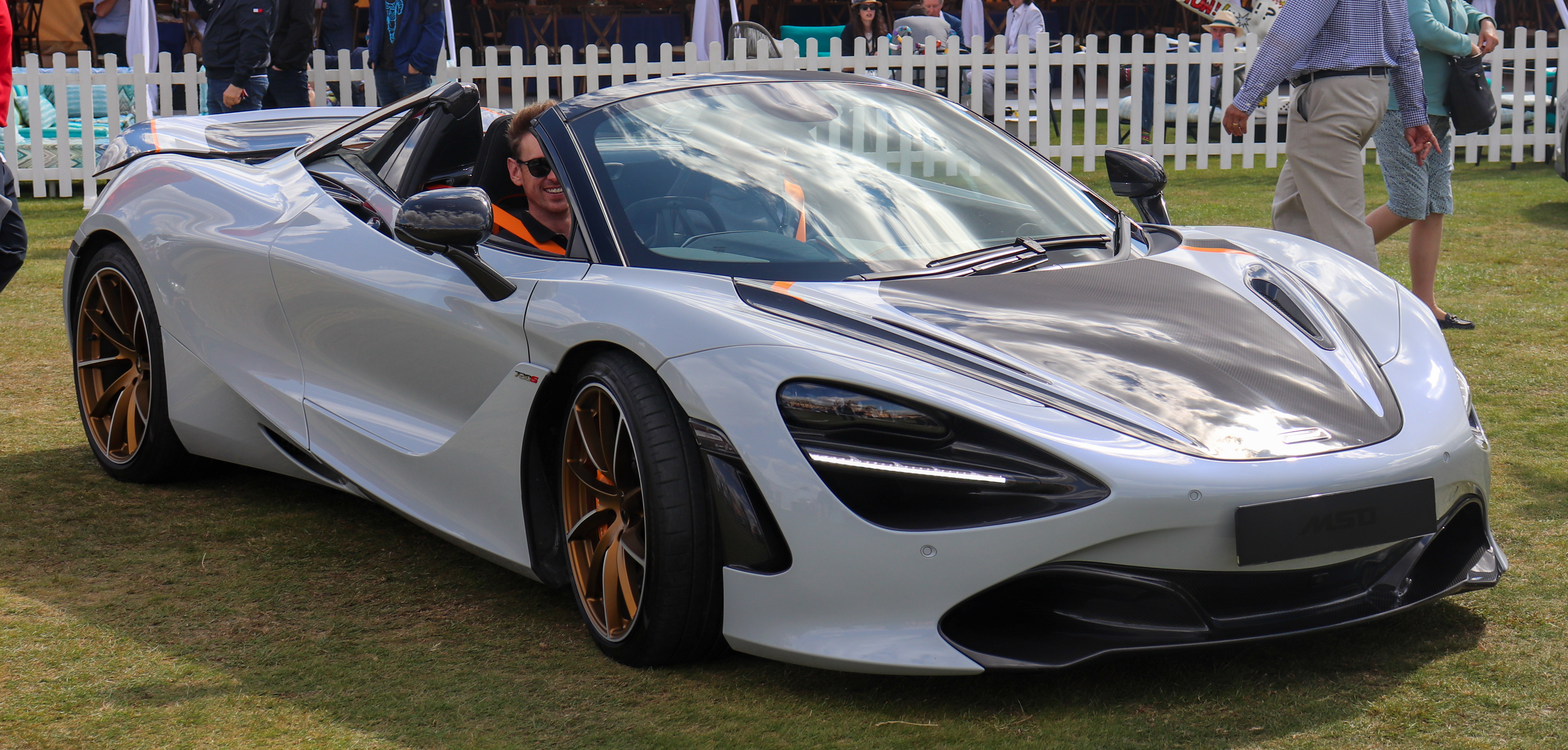
McLaren 720S Spider

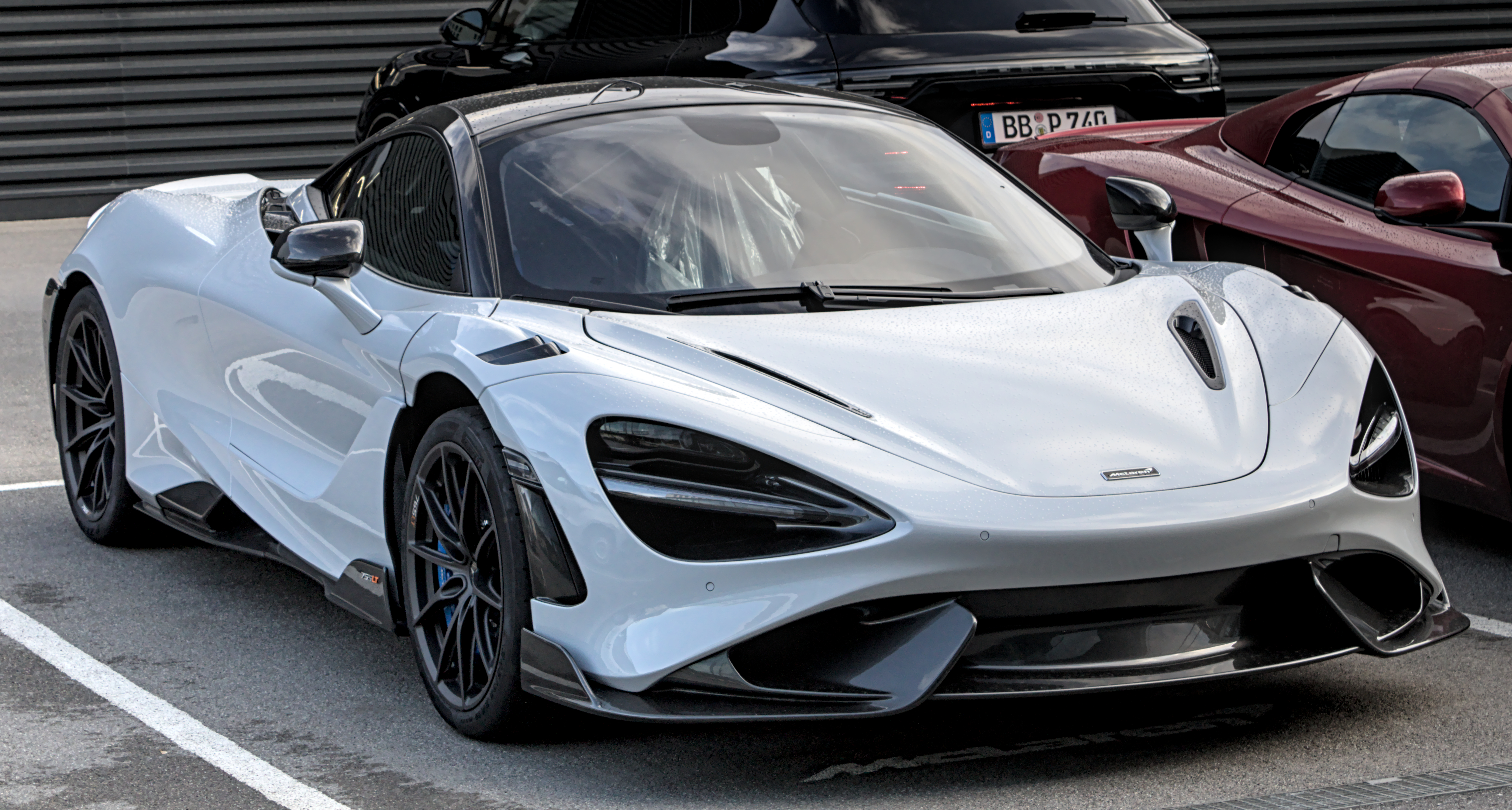
McLaren 765LT

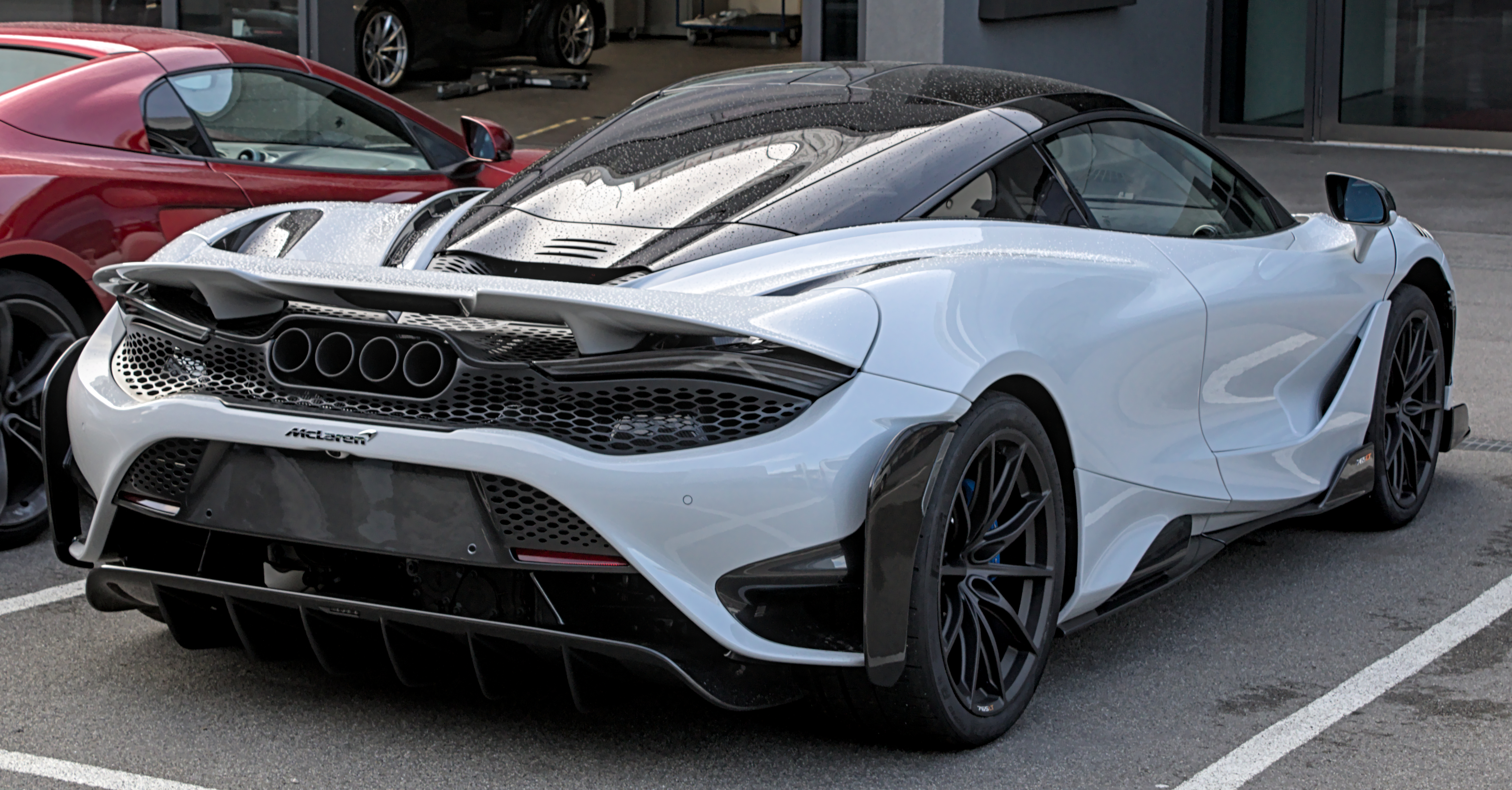
McLaren 765LT - tył

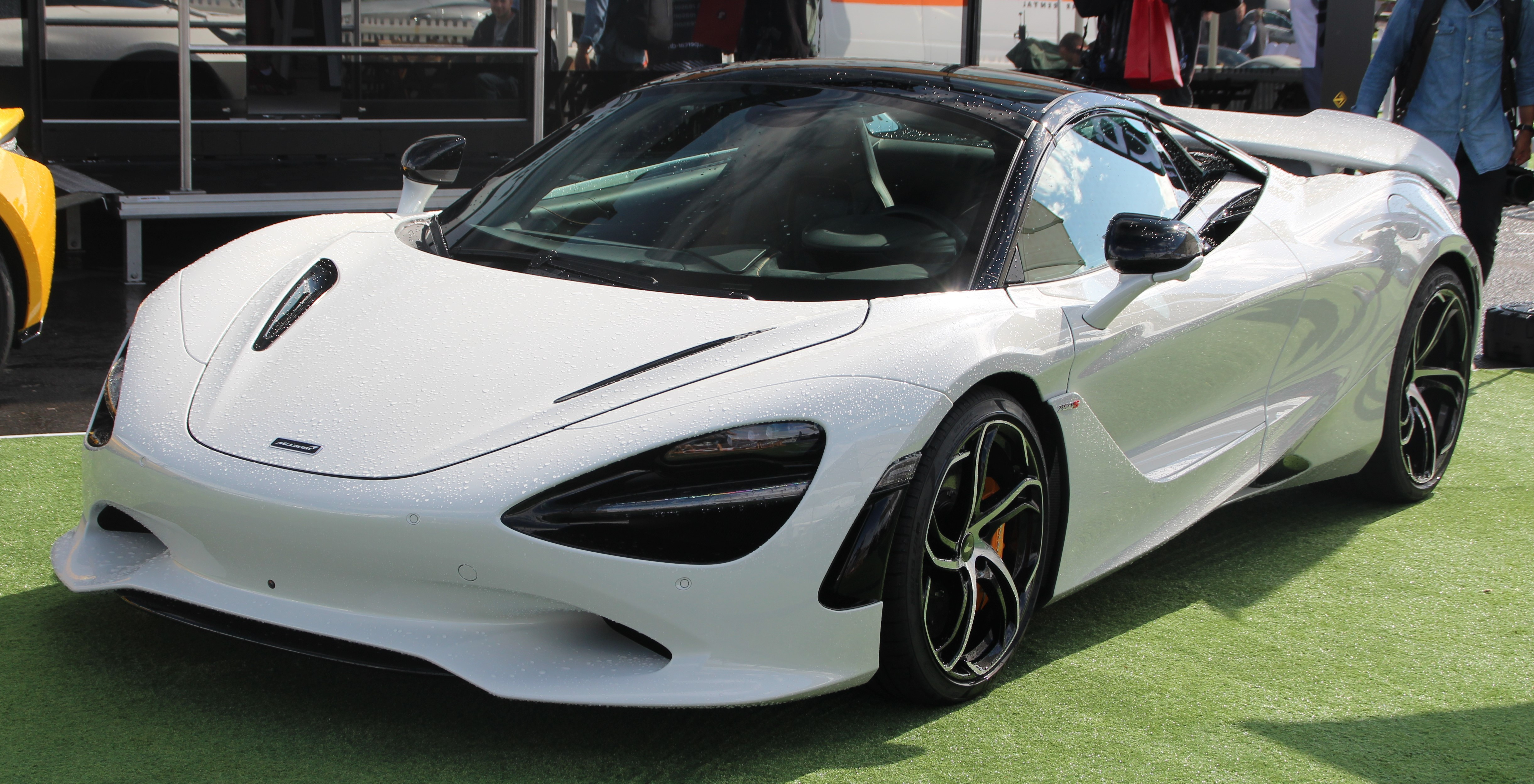
McLaren 750S po liftingu

Samochód został zaprezentowany 7 marca 2017 roku na targach w Genewie. W gamie producenta samochód zastąpił model 650S. 720S posiada dwoje otwieranych do góry drzwi. Wiele cech stylistycznych pochodzi z modelu P1 oraz F1. Tył samochodu, razem z charakterystycznymi paskami LED, nawiązuje do modelu P1. Dwie okrągłe końcówki wydechu są umieszczone wysoko, podobnie jak w modelu 675LT. 
Design ma nawiązywać do kształtu rekina, lampy przednie, wykonane w technologii LED, przechodzą płynnie do wlotów powietrza umieszczonych symetrycznie do nich. Kokpit 720S jest minimalistyczny, zawiera dwa ekrany, w tym jeden pełniący funkcje zegarów, w pełni konfigurowalny oraz zmieniający się w wąski pasek pokazujący najważniejsze informacje w trybie Race.
720S wyposażony jest w silnik V8 o pojemności 4.0 litrów z dwiema turbosprężarkami, który jest wersją rozwojową jednostki stosowanej w 650S. Jednostka generuje moc 720 koni mechanicznych przy 7000 obrotów na minutę oraz 770 niutonometrów przy 5500 obrotów na minutę.
Samochód wyposażony jest w napęd na tylną oś. Silnik jest umieszczony wzdłużnie, centralnie. Posiada system zaawansowanej kontroli trakcji (Variable Drift Mode), który pozwala na uślizg tylnej osi do określonego kąta, powyżej którego aktywuje ESP. Wyposażony jest w 7-biegową, dwusprzęgłową skrzynię biegów.  
McLaren 720S przyspiesza do 100km/h w ciągu 2.9s, a do 200km/h w 7.8s. Jego prędkość maksymalna to 341km/h, co plasuje go w kategorii znacznie szybszych hipersamochodów. Jego stosunek masy do mocy to 1,78 kg na KM.

### 765LT
W marcu 2020 roku McLaren przedstawił topową, wyczynową odmianę o nazwie McLaren 765LT jako następca opartego na poprzedniku McLarena 675LT. Pod kątem wizualnym pojazd zyskał dodatkowe ospojlerowanie, rozbudowany układ wlotów powietrza i obszeriejsze nadkola. Pojazd napędziła usprawniona, 755-konna jednostka V8 rozwijająca maksymalny moment obrotowy 800 Nm. 100 km/h osiągane jest po 2,8 sekundy, a prędkość maksymalna została ograniczona elektronicznie do 330 km/h.

### Lifting i zmiana nazwy
W kwietniu 2023 roku zadebiutowała zmodernizowana odmiana pod nazwą McLaren 750S. W stosunku do dotychczas produkowanego modelu otrzymała oma przemodelowany pas przedni, gdzie największe zmiany przeszedł układ oświetlenia oraz kształt zderzaka. Ponadto kosmetyczne zmiany w wyglądzie zastosowano także w tylnej części nadwozia, z kolei w kabinie pasażerskiej producent wprowadził nowy, 8-calowy ekran dotykowy systemu multimedialnego obsługujący m.in. inferfejs Apple CarPlay. Pod kątem technicznym producent zastosował 30% nowych komponentów mechanicznych, obniżając masę całkowitą o 30 kg i zwiększając moc układu napędowego z tytułowych 720 do 750 KM. Producent przeprojektował także układ wydechowy, a także zoptymalizował układ kierowniczy i wydechowy.

### Silnik
- V8 4.0l Twin-Turbo 720 KM